# ITF Women's Circuit Dubai 2005
L'ITF Women's Circuit Dubai 2005 è stato un torneo di tennis facente parte della categoria ITF Women's Circuit nell'ambito dell'ITF Women's Circuit 2005. Il montepremi del torneo era di $10 000 e si è svolto nella settimana tra il 13 agosto e il 19 agosto 2005 su campi in cemento. Il torneo si è giocato a Dubai negli Emirati Arabi Uniti.

## Vincitori

### Singolare
Sandra Klemenschits ha sconfitto in finale  Kyra Nagy con il punteggio di 6–4, 6–1.

### Doppio
Daniela Klemenschits /  Sandra Klemenschits hanno sconfitto in finale  Kristina Movsesyan /  Oksana Ljubcova con il punteggio di 7–5, 6–1.